# 陳子維
陳子維（Andrew Chan，1984年1月12日—2015年4月29日），澳洲青年，販毒集團「峇里九人組」成員之一，於印尼被控及處決。
陳於2005年在丹帕沙伍拉·賴國際機場被捕，根據其他同黨的法庭證詞，陳子維及蘇古馬蘭（Myuran Sukumaran）為是次由印尼偷運海洛英往澳洲行動的主腦，陳於2006年2月14日遭丹帕沙地方法院判處槍決。
陳子維曾就判刑提出上訴，至2011年5月10日為印尼最高法院所駁回，而他的特赦請求亦於2015年1月22日為印尼總統維多多所拒絕，最後陳於2015年4月29日被處決。

## 早年
陳子維出身於新南威爾士州悉尼，父親Ken及母親Helena為第一代廣東移民，育有兩子兩女，陳子維為四名子女中排行最小。由於陳母的英語能力有限，而陳子維亦不懂說廣東話，因此兩人溝通會由兄長Michael翻譯。
陳於悉尼西南部恩菲特成長及入讀宏布喜男子高校，蘇古馬蘭亦曾於該校就讀，但他比陳子維早4年入讀，兩人本身互不相識，至2002年才於共同朋友家中結識。

## 工作
陳子維其後受僱於怡樂食膳食公司，任職主管，據報導指陳於公司表現可靠及準時，以及工作盡責，表現良好。
陳於怡樂食工作期間，結識了後來的同黨成員蕾妮、蘇蓋傑及諾曼，據媒體報導指，陳於2004年10月初曾邀請蕾妮到他家人位於恩菲特的寓所，慶祝她的27歲生日，當時陳仍與父母同住。後來蕾妮被告知要與陳一同前往峇里，但未透露旅程的任何詳情，蕾妮稱陳會負責旅程的機票食宿，並稱如她遵照指示將可獲得酬勞，如她不遵從或把安排性質公開，陳將會對她的家人不利，據稱蕾妮亦於當時結識蘇古馬蘭。

## 販毒
陳子維據說於2004年10月16日飛抵峇里，蕾妮亦於同日到埗，蕾妮稱她於入住總統府拉瑪大酒店期間，陳會定時聯絡她，媒體指蕾妮稱在2004年10月22日，蘇古馬蘭把包裹綁在蕾妮、陳子維和其女友Grace身上，後他們乘搭飛機回澳，並通過印尼及澳洲的安檢、入境及海關檢查，蕾妮和陳於機場會面，綁在身上的包裹被移走，他們後被帶往另一間屋，蕾妮後回到家中，陳於數天後把裝有10,000澳元現金的信封交給蕾妮。
蕾妮稱陳其後再次計劃類似行程，她於2004年12月5日離澳，行程包括陳子維、諾曼及阮晉德青等另外7人參與，而她亦獲包機票及8天住宿，再度入住總統府拉瑪大酒店，後來由於海洛英提供方因「財務問題或消息洩漏」未能付貨，而令運毒計劃取消。
蕾妮再於陳子維指示下，於2005年4月6日離開澳洲，而在蕾妮離澳前一天，她與史提芬斯及陳思毅三人，和蘇古馬蘭會面，蕾妮和史提芬斯被安排攜帶可封膠袋、藥用膠布、腰帶及緊身單車褲等可作運毒的工具，蕾妮稱她獲給予現金，而史提芬斯則稱他的生命受到威脅。根據媒體報導，警方紀錄指陳子維在峇里期間每天均致電予蕾妮，至4月13日更換手機號碼，並指示蕾妮和其他成員改住其他酒店，由於陳子維懷疑澳印兩地警方已接獲有關情報，原定於4月14日離開峇里的計劃因而推遲。

### 被捕
陳子維於4月17日在一班準備離開丹帕沙伍拉·賴國際機場前往悉尼的澳亞航空航班上被捕，警方於陳身上檢獲三部手提電話及一張登機證，但並未發現任何毒品。
在陳子維被捕的同一時間，印尼警方拘捕其中4名運毒青年，在他們身上共檢獲8.3公斤（18磅）海洛英，其中史提芬斯攜帶3.3公斤（7.3磅）、蕾妮攜帶2.689公斤（5.93磅）、蘇蓋傑攜帶1.75公斤（3.9磅）、拉斯攜帶1.3公斤（2.9磅）。印尼警方隨後亦在美樂思酒店把陳思毅、阮晉德青、蘇古馬蘭及諾曼拘捕，稱4人管有334克（11.8安士）海洛英、多個膠袋、膠布及磅秤，顯示他們參與運毒往澳洲的計劃。

### 對澳洲警方處理線報的批評
運毒集團成員之一的拉斯，其父親Lee指因害怕兒子前往峇里或會參與毒品相關的犯罪活動，因此事先聯絡澳洲聯邦警察，拉斯家長稱警方當局已保證會監視其兒子，並在兒子離開印尼前勸阻他避免參與犯罪活動。拉斯的代表律師稱，拉斯本人從未被聯絡，澳洲警方當局後被揭發他們在印尼警方展開拘捕行動前大約兩星期，直接通報予印尼警方指將有罪案發生，並會在拘捕行動前進行為時約10星期的調查。在九人被悉數拘捕後，有關線報被傳媒廣泛報導，澳洲聯邦警察當局亦被批評未能保障澳洲公民的權益。

## 監獄生活
陳於監獄服刑期間，結識了女牧師Febyanti Herewila，後於2015年4月27日結婚。監獄長形容陳和蘇古馬蘭為獄中模範，並在庭上稱他們在獄中因對其他囚犯有正面的影響，而不應被處決，該獄長在訪問中稱「陳在獄中設立課程、領導英語教會事工及作多人的導師」，陳在獄中信主成為基督徒，並在獄中建立英語教會，以及修讀豐收聖經學院證書課程。

## 處決及身後
在印尼政府令下，陳與蘇古馬蘭及另外6名死囚，於2015年4月29日當地時間凌晨0時25分遭槍決，陳和另外7人均拒絕蒙眼，在行刑前一同高唱《奇異恩典》。國際特赦組織讉責印尼當局的做法。
陳的安息禮拜於2015年5月8日在寶琴山新頌教會舉行。